# گرایمثورپ
گرایمثورپ (به انگلیسی: Grimethorpe) یک روستا در بریتانیا است که در یورک‌شر و هامبر واقع شده‌است. گرایمثورپ ۱٬۸۷۳ نفر جمعیت دارد.